# Bogak Besar
Bogak Besar is een bestuurslaag in het regentschap Serdang Bedagai van de provincie Noord-Sumatra, Indonesië. Bogak Besar telt 4355 inwoners (volkstelling 2010).